# Scirtetes canadensis
Scirtetes canadensis là một loài tò vò trong họ Ichneumonidae.